# Veliki London
Veliki London (engleski: Greater London) ceremonijalna je grofovija Engleske koja čini veći dio regije London. Ova regija čini administrativne granice Londona i organizirana je u 33 okruga lokalne uprave, a to su 32 londonske općine i City of London. On se nalazi unutar regije, ali je odvojen od grofovije Veliki London jer je i sam zasebna ceremonijalna grofovija. Uprava Velikog Londona (Greater London Authority) sa sjedištem u Gradskoj vijećnici u Newhamu od početka 2022. odgovorna je za stratešku lokalnu upravu u cijeloj regiji i čine je gradonačelnik Londona i londonska Skupština.
 
Glavna lokalna uprava za City of London je Korporacija City of London (City of London Corporation) i ima sličnu ulogu kao i 32 Vijeća općina Londona
 (London borough councils).
Administrativno, Veliki London je prvi put uspostavljen kao područje vijeća sui generis pod Vijećem Velikog Londona (Greater London Council) između 1963. i 1986. godine. Grofovija Veliki London stvorena je 1. travnja 1965. Zakonom o londonskoj vladi iz 1963. (London Government Act 1963.). Područje je ponovno uspostavljeno kao regija Engleske 1994. godine, a Vlada Velikog Londona osnovana je 2000. godine.
Regija se prostire na 1572 km2 i na popisu stanovništva iz 2011. imala je 8 174 000 stanovnika, dok je 2018. procijenjeno da je stanovništvo premašilo 9 milijuna. "Izgrađeno područje Velikog Londona"(Greater London Built-up Area) koristi se u određenim nacionalnim statističkim mjerenjima kojima se mjeri većina kontinuiranog urbanog područja, s tim da uključuje područja izvan administrativne regije.

## Povijest
Pojam Veliki London koristio se, i još uvijek se koristi za opisivanje različitih područja upravljanja, statistike, povijesti i uobičajenog načina govora.
Međutim u pogledu ceremonijalnih grofovija, London je podijeljen na dvije ceremonijalne grofovije: 1.) City of London i 2.) mnogo veći Veliki London. Ovaj dogovor je nastao jer je područje Londona raslo i na taj način se spajalo sa susjednim gradovima, pri čemu je niz administrativnih reformi očuvao City of London od spajanja s okolnim gradskim područjima tako da je zadržana njegova jedinstvena politička struktura. Izvan limitiranih granica Cityja, četvorna milja, različiti aranžmani upravljali su širim područjem od 1855. godine, što je kulminiralo stvaranjem administrativnog područja Velikog Londona 1965. godine.

### Prijedlozi za proširenje grofovije London
Iako je 1889. godine osnovano Vijeće londonske grofovije (London County Council - LCC) koje pokriva grofoviju London. Međutim, grofovija nije obuhvaćala sva izgrađena područja, posebno West Ham i East Ham, te mnoge stambene projekte LCC-a, uključujući golemi Becontree Estates, u današnjoj općini Barking and Dagenham, koji je zauzimao površinu od preko 10 km2, jer su bili izvan grofovijskih granica, pa je LCC zatražio promjenu svojih granica ubrzo nakon završetka Prvog svjetskog rata, skrećući pozornost na činjenicu da su unutar metropolitanskih i gradskih policijskih okruga postojale 122 stambene uprave.
Kraljevsko povjerenstvo za Vladu Londona (Royal Commission on London Government) osnovano je da razmotri to pitanje. LCC je predložio novo, mnogo veće područje za Veliki London, s granicom koja bi se kretala na potezu između Metropolitan Police District i matičnih grofovija. Međutim, prijedlog eventualne mogućnosti uključivanja Windsora, Slougha i Etona u vlast je izazvao negodovanje nakon čega je 1923. godine Komisija izvijestila da odbacuje shemu LCC-a.

### Zakoni o prometu
Londonski Zakon o prometu iz 1924. (London Traffic Act 1924) rezultat je rada te Komisije. Zakon je u nekim segmentima bio kontroverzan kao npr. članak 7 koji je dao ministru ovlast da izda naredbu kojom se proglašava bilo koja prometnica u City of London ili Metropolitan Police Districtu "zabranjenom ulicom", u kojoj nijedan dodatni autobus, osim onih koji tamo već rade, ne može "čekati da bude unajamljen" (ply for hire). Zakon je kritiziran zbog protekcionističkog stava i prekida konkurencije među autobusnim tvrtkama u Londonu. Herbert Stanley Morrison, Baron Morrison, laburistički zastupnik za Južni Hackney i budući ministar prometa, glasao je protiv prijedloga zakona s obrazloženjem da je oslabio moć lokalne uprave, posebno Vijeća londonske grofovije.

### Herbertovo povjerenstvo
Reformu lokalne uprave u Grofoviji London s okolnim područjima slijedilo je razmatranje "Kraljevskog povjerenstva za lokalnu upravu u Velikom Londonu" ( Royal Commission on Local Government in Greater London) osnovanog 1957. godine, kojim je predsjedao sir Edwin Herbert, i nakon tri godine rada 1960. godine povjerenstvo je izdalo tzv. "Herbertovo izvješće". 
Povjerenstvo je primijenilo tri testa kako bi se odlučilo treba li zajednica okolnih područja činiti dio Velikog Londona: 
1. koliko su ta područja sama po sebi neovisna središta
2. koliko su jake njihove veze s Londonom
3. koliko su snažno okrenuta prema vani, a ne prema Londonu.

### Veliki London formalno je stvoren
Veliki London formalno je stvoren "Londonskim Zakonom o Vladi iz 1963." (London Government Act 1963), koji je stupio na snagu 1. travnja 1965. godine, zamjenjujući administrativne grofovije Middlesex i London, uključujući City of London, gdje je Vijeće grofovije London imalo ograničene ovlasti, a apsorbirao je dijelove Essexa, Hertfordshira, Kenta i Surreya. Veliki London prvotno je imao dvorazinski sustav lokalne uprave, pri čemu je "Vijeće Velikog Londona" (Greater London Council - GLC) dijelilo vlast s "Korporacijom City of London" (City of London Corporation), koja upravlja samim Cityjem, i 32 općinska vijeća Londona. GLC je ukinut 1986. "Zakonom o lokalnoj upravi iz 1985." (Local Government Act 1985), a njegove su funkcije prenesene na City Corporation i općine Londona (London Boroughs), a neke funkcije prenijete su na središnju vladu i zajedničke odbore. Veliki London formirao je regiju London 1994. godine.

### Referendum 1998.
Referendumom u Londonu 1998. pokazana je javna volja za ponovnim uspostavljanjem gornjeg nivoa vlasti koji bi pokrivao regiju. Tako su "Vlada Velikog Londona", (Greater London Authority), "Londonska Skupština", (The London Assembly) i izravno izabrani gradonačelnik Londona nastali 2000. godine "Zakonom o Vladi Velikog Londona iz 1999." (Greater London Authority Act 1999.). 2000. godine vanjska granica metropolitanskog policijskog okruga ponovno je poravnata s granicom Velikog Londona. 
Na izborima za gradonačelnika 2000. i 2004. pobijedio je Ken Livingstone, koji je bio posljednji čelnik GLC-a. Na izborima 2008. i 2012. pobijedio je Boris Johnson. Na izborima 2016. pobijedio je Sadiq Khan. London je prije izlaska Ujedinjenog Kraljevstva iz Europske unije bio pokriven jednom parlamentarnom izbornom jedinicom u Europskom parlamentu. 

## Geografija
Veliki London uključuje najuže povezane dijelove "urbanog područja Velikog Londona" (Greater London Urban Area) i njihove povijesne tampon zone a uključuje značajne dijelove "metropolitanskog zelenog pojasa" (Metropolitan Green Belt) koji štiti okolna zemljišta obrasla zelenilom na sličan način kao što je slučaj s gradskim parkovima. 
Veliki London graniči s Hertfordshirom na sjeveru, Berkshirom i Buckinghamshirom na zapadu, Kentom na jugoistoku i Surreyem na jugu i jugozapadu. Najviša točka je Westerham Heights, u North Downsu na granici s Kentom, ima visinu od 245 metara n.v. Središnja vlada provela je male promjene granica, a najveće su bile transfer Farleigha iz 1969. godine u Surrey i Knockholta u Kent. Druge promjene su uključivale razmjenu dva otoka na Temzi sa Surreyem te prilagodbe tijekom 1990-ih u dijelovima granica tri općine u blizini orbitalne autoceste M25 koja okružuje gotovo cijeli Veliki London. Jedini dio Velikog Londona izvan te autoceste je Sjeverni Ockendon, koji je najudaljenija kopnena jedinica od njegovog središta. Većina Velikog Londona čini londonsku zonu niske emisije ispušnih plinova koja je uvedena 4. veljače 2018. godine.

## Upravljanje grofovijom

### Vlada Velikog Londona
Veliki London je pod strateškim lokalnim upravljanjem "Uprave Velikog Londona" (Greater London Authority - GLA). Sastoji se od izabrane Skupštine, londonske Skupštine i izvršnog poglavara - gradonačelnika Londona.
Trenutni gradonačelnik, (kojeg ne treba zamijeniti s lordom-gradonačelnikom Londona (Lord Mayor of London) koji je gradonačelnik City of London i čelnik korporacije City of London) je Sadiq Khan. Njegov rad provjerava izabrana londonska skupština koja može dvotrećinskom većinom izmijeniti godišnji proračun koji je predložio, ali u protivnom nema moć blokiranja njegovih direktiva. Sjedište GLA je u gradskoj vijećnici u zgradi Crystal u Newhamu. Gradonačelnik je odgovoran za strateško planiranje Velikog Londona i dužan je izraditi ili izmijeniti Plan Londona u svakom izbornom ciklusu.

### Londonska skupština
Londonska skupština izabrano je tijelo koje predstavlja 25 članova i dio je Vlade Velikog Londona. To tijelo prati i proučava aktivnosti gradonačelnika Londona i ima moć, dvotrećinskom većinom, mijenjati godišnji proračun gradonačelnika kao i odbiti gradonačelnikov nacrt statutarnih strategija. Londonska skupština osnovana je 2000. godine i sastaje se u gradskoj vijećnici u Royal Docks-u u Newhamu

Za izbore u londonsku skupštinu London je podijeljen u 14 izbornih jedinica, od kojih je svaka formirana od dvije ili tri općine. City of London zajedno s londonskim općinama Barking & Dagenham, Newham i Tower Hamlets čini City & East izbornu jedinicu koja je zastupljena u londonskoj skupštini.
| Izborna jedinica | Izborna jedinica                                  | Općine                                                        | Glasačko tijelo 2016. | Stranka       |  |
| 1                | Barnet & Camden (Londonska izborna jedinica)      | Barnet Camden                                                 | 387 226               | Laburistička  |  |
| 2                | Bexley & Bromley (Londonska izborna jedinica)     | Bexley Bromley                                                | 404 329               | Konzervativna |  |
| 3                | Brent & Harrow (Londonska izborna jedinica)       | Brent Harrow                                                  | 385 960               | Laburistička  |  |
| 4                | City & East (Londonska izborna jedinica)          | Barking & Dagenham City of London Newham Tower Hamlets        | 504 379               | Laburistička  |  |
| 5                | Croydon & Sutton (Londonska izborna jedinica)     | Croydon Sutton                                                | 402 396               | Konzervativna |  |
| 6                | Ealing & Hillingdon (Londonska izborna jedinica)  | Ealing Hillingdon                                             | 444 005               | Laburistička  |  |
| 7                | Enfield & Haringey (Londonska izborna jedinica)   | Enfield Haringey                                              | 377 324               | Laburistička  |  |
| 8                | Greenwich & Lewisham (Londonska izborna jedinica) | Greenwich Lewisham                                            | 363 864               | Laburistička  |  |
| 9                | Havering & Redbridge (Londonska izborna jedinica) | Havering Redbridge                                            | 383 037               | Konzervativna |  |
| 10               | Lambeth & Southwark (Londonska izborna jedinica)  | Lambeth Southwark                                             | 427 176               | Laburistička  |  |
| 11               | Merton & Wandsworth (Londonska izborna jedinica)  | Merton Wandsworth                                             | 374 133               | Laburistička  |  |
| 12               | Sjeveroistok (Londonska izborna jedinica)         | Hackney Islington Waltham Forest                              | 501 906               | Laburistička  |  |
| 13               | Jugozapad (Londonska izborna jedinica)            | Hounslow Kingston Richmond                                    | 436 362               | Konzervativna |  |
| 14               | West Central (Londonska izborna jedinica)         | Hammersmith & Fulham Kensington & Chelsea City of Westminster | 349 058               | Konzervativna |  |
|                  |                                                   |                                                               | 5 019 514             |               |  |

## Galerija
- Vijećnica grofovije London (do 1986.)
- Vijećnica grofovije London, pogled s London Eye.
- Guildhall- ceremonijalno i upravno sjedište City of London i njegove korporacije.
- Zapadno krilo Guildhalla
- Nova gradska vijećnica za Greater London Assembly (GLA) i Gradonačenika Londona